# Wojciech Zaremba
Wojciech Zaremba é um cientista da computação polaco, e co-fundador da OpenAI (2016–presente), onde lidera os times de pequisa e linguagem do OpenAI Codex.   As equipes trabalham ativamente na inteligência artificial (IA) que escreve código de computador e cria sucessores do GPT-3. A missão da OpenAI é construir IA com segurança e garantir que seus benefícios sejam distribuídos da maneira mais uniforme possível.

## Início de vida
Zaremba nasceu em Kluczbork, na antiga República Popular da Polônia. Ainda jovem, ganhou competições e prêmios locais em matemática, ciência da computação, química e física. Em 2007, Zaremba representou a Polônia na Olimpíada Internacional de Matemática no Vietnã e ganhou a medalha de prata.
Zaremba estudou matemática e ciência da computação na Universidade de Varsóvia e na École Polytechnique, em Paris, e se formou em 2013 com dois mestrados em matemática. Ele então começou seu PhD na Universidade de Nova Iorque em aprendizagem profunda sob a supervisão de Yann LeCun e Rob Fergus. Zaremba se formou e recebeu seu doutorado em 2016.

## Carreira
Durante seus estudos de bacharel, ele passou um tempo na NVIDIA durante a era pré-deep learning (2008). Seu doutorado foi dividido entre o Google Brain, onde passou um ano, e o Facebook Artificial Intelligence Research, onde passou mais um ano.
Durante seu estágio na Google, ele foi co-autor de trabalhos sobre exemplos adversários para redes neurais. Este resultado criou o campo de ataques adversários em redes neurais.
Seu PhD é focado em combinar capacidades de redes neurais com o poder algorítmico de computadores programáveis.
Em 2015, Zaremba tornou-se um dos co-fundadores da OpenAI, uma empresa de pesquisa em inteligência artificial (IA). O objetivo do projeto é criar inteligência artificial segura. Na OpenAl, Zaremba trabalha como gerente de pesquisa em robótica. Zaremba faz parte do conselho consultivo da Growbots, uma startup do Vale do Silício com o objetivo de automatizar processos de vendas com o uso de aprendizado de máquina e inteligência artificial.

## Honrarias e prêmios
- Listado entre os polacos mais influentes com menos de 30 anos, na edição polonesa da revista Forbes Under 30 2017[22]
- Google Fellowship 2015[23]
- Medalha de prata na 48ª Olimpíada Internacional de Matemática no Vietnã.[24]

### De tradução
- Este artigo foi inicialmente traduzido, total ou parcialmente, do artigo da Wikipédia em inglês cujo título é «Wojciech Zaremba».